# Suriname Hospitality and Tourism Training Centre
Het Suriname Hospitality and Tourism Training Centre (SHTTC) is een opleidingsinstituut in Paramaribo, Suriname. Het geeft mbo-opleidingen en losse trainingen op het gebied van toerisme in Suriname. De bestuursvoorzitter van de stichting is Imro Smith (stand 2016).
SHTTC werd in 2006 opgericht vanuit drie ministeries, die de verantwoordelijkheid hebben voor Toerisme, Onderwijs en Arbeid. Het was het resultaat van het Suriname Integrated Tourism Development Plan (SITDP). De financiering kwam van de Surinaamse overheid, het sectorfonds en Europese Unie. De stichting wordt vertegenwoordigd door de drie betreffende ministers en de Vereniging Surinaams Bedrijfsleven.
Het SSHTTC is lid van de Suriname Hospitality and Tourism Association.

## Opleidingen
Het SSHTTC biedt de volgende 3-jarige mbo-opleidingen:
- MBO Toerisme
- MBO Hotelschool

Daarnaast worden maatwerktrainingen en de volgende korte trainingen gegeven:
- Bartender
- Beheer van kleine hotels, pensions en kampen
- Gastgerichtheid
- Huishoudelijk werk
- Keukenassistent
- Leiding
- Receptiemedewerker
- Tourleider
- Voeding en drankenservice